# Yvon Ledanois
Yvon Ledanois (Montreuil-sous-Bois, 5 luglio 1969) è un ex ciclista su strada e dirigente sportivo francese.
Professionista dal 1989 al 2001, vinse una tappa alla Vuelta a España 1997. Dal 2023 è direttore sportivo della Movistar Team.

## Carriera
Da dilettante vinse la Parigi-Tours nel 1988. Le principali vittorie da professionista furono la Châteauroux-Limoges nel 1990, e una tappa al Tour de l'Ain e una tappa alla Vuelta a España nel 1997. Partecipò a tre edizioni del Tour de France, due del Giro d'Italia, una della Vuelta a España e un campionato del mondo.
Dopo il ritiro dalle corse è stato direttore sportivo di formazioni professionistiche. Dal 2013 al 2017 è stato in ammiraglia con il BMC Racing Team, mentre dal 2018 al 2022 è stato al Team Fortuneo-Samsic (noto come Arkéa dal 2019) dirigendo anche il figlio Kévin.

## Palmarès
- 1988 (Dilettanti)

Parigi-Tours dilettanti
- 1990

Châteauroux-Limoges
- 1997

2ª tappa Tour de l'Ain
7ª tappa Vuelta a España (Guadix > Sierra Nevada)

## Piazzamenti

### Grandi Giri
- Giro d'Italia

1992: ritirato (16ª tappa)
2000: ritirato (5ª tappa)
- Tour de France

1992: 42º
1993: ritirato (12ª tappa)
1995: 30º
- Vuelta a España

1997: 10º

### Classiche monumento
- Milano-Sanremo

1993: 16º
1995: 22º
1996: 90º

### Competizioni mondiali
- Campionati del mondo

Duitama 1995 - In linea Elite: ritirato